# Vertrag von Bolotowo
Der Vertrag von Bolotowo (russisch Болотовский договор) wurde 1348 zwischen den Städten Nowgorod und Pskow im Nordwesten Russlands geschlossen. Er erkannte Pskows politische Unabhängigkeit von Nowgorod an. Bis zu jenem Zeitpunkt war Pskow zumindest auf dem Papier noch ein Teil der Republik Nowgorod, stellte aber schon seit längerer Zeit einen eigenen Fürsten.
Die kirchliche Rechtsprechung blieb dennoch dem Nowgoroder Erzbischof vorbehalten, der nun aber einen Stellvertreter aus Pskow bekam und in regelmäßigen Abständen die Stadt besuchte, damit kein Bürger aus Pskow in Nowgorod vor Gericht gestellt werden musste.

## Hintergründe
Über die Hintergründe des Vertrages wird heute spekuliert. Oft wird im Zusammenhang mit dem Vertrag der Krieg zwischen Schweden und Nowgorod 1347/48 genannt, bei dem als Gegenleistung für die Hilfe aus Pskow politische Zugeständnisse gemacht wurden.
Eine andere Theorie besagt, dass weil Pskow schon vorher praktisch unabhängig war, nur schon vorher mündlich beschlossene Dinge nun schriftlich festgehalten wurden.
Bemerkenswert ist, dass der Vertrag von Nowgorod nur in den Nowgoroder Chroniken erwähnt wird, nicht aber in denen von Pskow. Die Beziehungen zwischen den beiden Städten haben sich ebenfalls nach dem Vertrag nicht verändert; deshalb geht man heute davon aus, dass Nowgorod mit der formellen Anerkennung der Unabhängigkeit nur eine in der Stadt anstehende Verwaltungsreform vermeiden wollte. Die eigentliche politische Unabhängigkeit der Stadt war wahrscheinlich schon lange anerkannt.